# オールジャパンリーディングジョッキー
オールジャパンリーディングジョッキーは、金沢競馬場で開催されていた競馬の騎手招待競走のこと。

## 概要
各エリアの地方競馬のリーディングジョッキーを招き、金沢のリーディング上位の騎手と1戦勝負で争う騎手招待競走。条件馬が対象のレースであったが、重賞扱いとなっていた。
2003年の開催を最後に現在は休止中である。

## 優勝騎手
| 回数   | 開催年月日    | 優勝騎手     | 所属   | 騎乗馬             |
| ------ | ------------- | ------------ | ------ | ------------------ |
| 第1回  | 1982年7月18日 | 寺田茂       | 金沢   | エイテイフジノ     |
| 第2回  | 1983年7月17日 | 花本正三     | 益田   | トキノステイム     |
| 第3回  | 1984年7月15日 | 田原慎二     | 益田   | ケーエムスキー     |
| 第4回  | 1985年6月30日 | 小竹清一     | 岩手   | ゴールドテン       |
| 第5回  | 1986年7月6日  | 藤井勝也     | 福山   | エスエムダービー   |
| 第6回  | 1987年7月5日  | 井手上慎一   | 愛知   | ナタルマコトブキ   |
| 第7回  | 1988年7月3日  | 五十嵐剛紹   | 新潟   | スーパーヒツト     |
| 第8回  | 1989年7月2日  | 高砂哲二     | 中津   | エプソムナイト     |
| 第9回  | 1990年7月1日  | 吉井敏雄     | 金沢   | グリンジム         |
| 第10回 | 1991年6月30日 | 富士木秀四郎 | 上山   | ケイシユウプロミス |
| 第11回 | 1992年7月5日  | 渡辺壮       | 金沢   | キョウシンラッキー |
| 第12回 | 1993年7月4日  | 見澤譲治     | 浦和   | リワードメルヘン   |
| 第13回 | 1994年7月3日  | 渡辺壮       | 金沢   | ハヤテサカエオー   |
| 第14回 | 1995年6月25日 | 安藤勝己     | 笠松   | キョウエイレイダー |
| 第15回 | 1996年6月30日 | 中川雅之     | 金沢   | ナイスロング       |
| 第16回 | 1997年7月6日  | 中川雅之     | 金沢   | トウカイフジ       |
| 第17回 | 1998年7月5日  | 坂下秀樹     | 北海道 | ディーゲバルト     |
| 第18回 | 1999年7月4日  | 沖野耕二     | 益田   | トキノクイーン     |
| 第19回 | 2000年7月2日  | 蔵重浩一郎   | 金沢   | ブルーパシフィック |
| 第20回 | 2001年7月1日  | 平瀬城久     | 金沢   | ノーザンワッスル   |
| 第21回 | 2002年7月9日  | 菅原勲       | 岩手   | オーミアジル       |
| 第22回 | 2003年7月1日  | 吉原寛人     | 金沢   | コーザンブレーン   |